# Nonnit de Girona
Nonnit, Nonici o Nonit de Girona (Girona?, mitjan segle vi - ca. 636) fou un religiós visigot, bisbe de Gerunda. Tot i no haver estat oficialment canonitzat, ha estat venerat com a sant per l'Església catòlica.

## Biografia
Nonnit (en altres fonts apareix com a Honnit i Verit) era monjo benedictí. Cap al 621 succeí Joan de Biclar, com a bisbe de Girona, i així figura al Concili IV de Toledo de 633. Va morir cap al 636. Molt devot de Sant Feliu de Girona (màrtir), va treballar per difondre'n el seu culte.

## Veneració
Poc després de la seva mort se li atribuïren miracles i es va considerar com a sant. Martirologis i santorals, durant l'Edat mitjana i els segles xvi i xvii el llistin entre els sants, assignant-li al calendari la festivitat litúrgica del 3 de setembre. Encara es troba en santorals del segle xix, però no consta als calendaris i santorals moderns ni al Martirologi romà.